# Filip Ludwik Wittelsbach (Pfalz-Neuburg)
Filip Ludwik Wittelsbach (ur. 2 października 1547 w Zweibrücken, zm. 22 sierpnia 1614 w Neuburg an der Donau) – hrabia palatyn i książę Palatynatu-Neuburg.
Syn księcia Palatynatu–Zweibrücken Wolfganga i Anny Heskiej. Jego dziadkami byli: Ludwik II i Elżbieta Heska oraz landgraf Hesji Filip i Krystyna księżniczka saksońska.
Po śmierci Wolfganga w 1569 roku, jego ziemie zostały podzielone między jego pięciu synów. Filip Ludwik otrzymał Palatynat-Neuburg, Jan Palatynat–Zweibrücken, Otto Henryk Palatynat-Sulzbach, Fryderyk Palatynat-Zweibrücken-Vohenstrauss-Parkstein a Karol Palatynat-Zweibrücken-Birkenfeld.
Filip Ludwik Wittelsbach poślubił Annę (1552-1632), córkę Wilhelma Bogatego, księcia Jülich-Kleve-Berg i Marii Habsburg. Małżeństwo to było podstawą roszczeń terytorialnych, jakie wysunął Filip Ludwik po śmierci teścia w 1574 roku i szwagra Jana Wilhelma w 1609 roku. Filip Ludwik chciał otrzymać tereny księstwa, jednak takie samo roszczenie miał Albrecht Fryderyk Hohenzollern książę Prus, który poślubił starszą siostrę Anny – Marię Eleonorę. Po śmierci Albrechta, kolejni władcy Prus nadal wysuwali swoje roszczenia do księstwa. Konflikt zaognił się po zamordowaniu Henryka IV. W 1613 roku jego najstarszy syn Wolfgang przeszedł na katolicyzm (ku rozpaczy ojca), dzięki czemu otrzymał poparcie Hiszpanii i Ligi Katolickiej. Konflikt zakończył dopiero syn Filipa Ludwika. Na mocy traktatu z Xanten nastąpił podział księstwa Jülich-Kleve-Berg, syn Ludwika otrzymał Jülich i Berg zaś Jan Zygmunt Hohenzollern elektor Brandenburgii Kleve i Hrabstwo Mark.
W 1597 roku zmarł bezpotomnie brat Filipa Ludwika Fryderyk, a Palatynat-Zweibrücken-Vohenstrauss-Parkstein przeszedł we władanie Filipa. Podobnie stało się w 1604 roku, gdy bezpotomnie zmarł Otto Henryk, który władał Palatynatem-Sulzbach, a Filip odziedziczył jego ziemie.
Filip Ludwik i Anna byli rodzicami:
- Anny Marii (1575-1643) – żony Fryderyka Wilhelma, księcia Sachsen-Weimar
- Doroty Sabiny (1576-1598)
- Wolfganga Wilhelma (1578-1653) – hrabiego palatyna i księcia Palatynatu-Neuburg, ojca elektora Palatynatu Reńskiego Filipa Wilhelma Wittelsbacha
- Otto Henryka (1580-1581)
- Augusta (1582-1632) – hrabiego palatyna i księcia Palatynatu-Sulzbach
- Amalii Jadwigi (1584-1607)
- Jana Fryderyka (1587-1644) – hrabiego palatyna i księcia Palatynatu-Sulzbach-Hilpoltstein
- Zofii Barbary (1590-1591)